# Ulaid

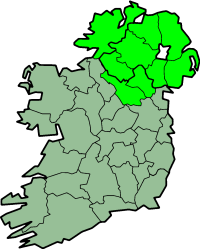
Ulaid, área verde sombreada.

Ulaid (pron. /'ʊləɣ′/) era um povo do nordeste da antiga Irlanda cujo nome batiza a moderna província do Ulster: no irlandês moderno, Cúige Uladh (pron. /'kuːiɡə 'ʊləɣ/), "Província" (literalmente "quinto") "de Ulaid"; o inglês "Ulster" vem de Ulaid mais o norueguês antigo stadr, "sítio" ou "território". Uma forma anterior do nome surge como Voluntii na Geographia de Ptolomeu (século II).
Ulaid também é referida como sendo posse dos Clanna Rudraige, uma forma tardia de etnônimo.